# 가짜포토원숭이
가짜포토원숭이(Pseudopotto martini)는 로리스과에 속한 곡비원류 영장류로, 해부학적으로나 겉모습에서 포토원숭이(Perodicticus potto)와 매우 닮았다. 속명 가짜포토원숭이속(Perodicticus)과 가짜포토원숭이에 대한 분류는 미국자연사박물관의 제프리 슈워츠에 의해 1996년에 제안되었다.
취리히 대학교에서 가짜포토원숭이(Perodicticus potto)라는 라벨이 붙은 뼈를 연구했던 슈워츠는 포토원숭이의 뼈와 다른 2가지 특징을 발견하였다. 가짜포토원숭이는 포토원숭이의 독특한 돌기가 있는 형태의 척추가 없고, 포토원숭이보다 작은 어금니가 더 길며, 세 번째 어금니가 더 짧고, 꼬리는 약간 길었다.